# VKT-linjen

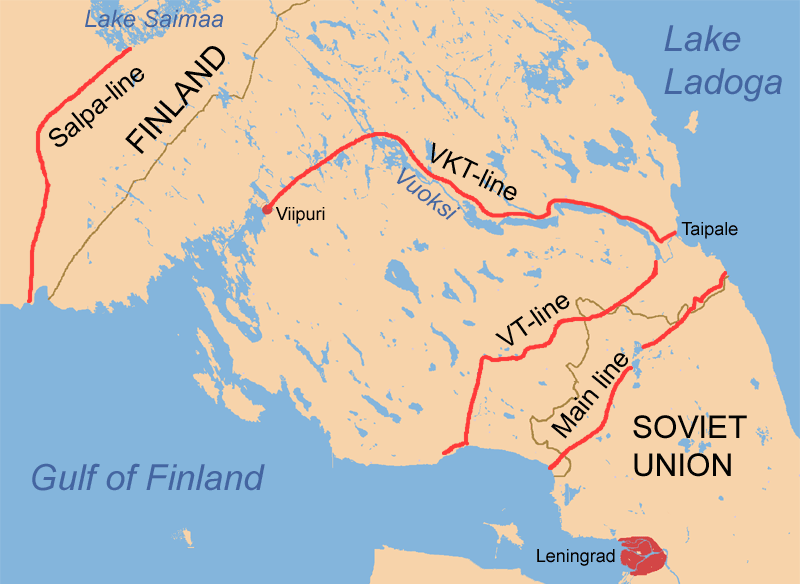
De finska försvarslinjerna på det Karelska näset.

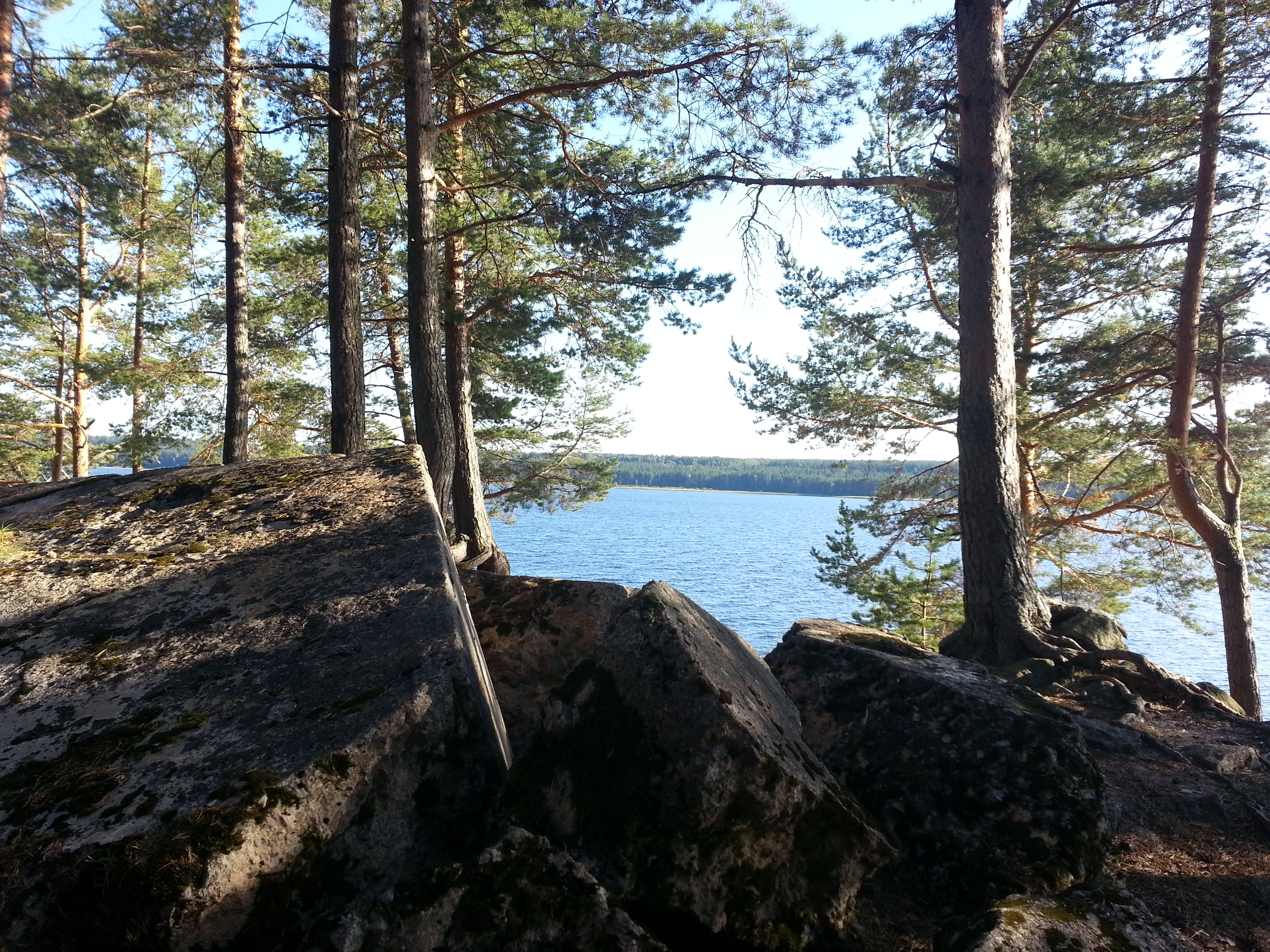
Sprängd bunker vid Kurviniemi udde i närheten av byn Novinka (Gromovo-Nizjnjaja)

VKT-linjen eller Viborg-Kuparsaari-Taipale-linjen (Finska: VKT-linja) var en finsk försvarslinje på det Karelska näset under Fortsättningskriget. Den sträckte sig från Viborg över Tali och Kuparsaari i norr, österut över Vuoksen, Suvanto och Taipaleenjoki till Taipale på Ladogasjöns västra strand, där den drog nytta av de naturliga fördelarna av den östra delen av den förstörda Mannerheimlinjen.
Redan den 20 juni 1944, under storanfallet på Karelska näset, bröt truppstyrkor från den sovjetiska 21:a armén i samband med intåget i Viborg igenom VKT-linjen i väster. Längre österut kunde den 21:e armén stoppas av finska styrkor under slaget vid Tali-Ihantala (27 juni – 9 juli). Med början den 7 juli skiftade tyngdpunkten av de sovjetiska anfallen till Vuoksen, där den 23:e armén lyckades upprätta ett brohuvud över VKT-linjen vid Vuosalmi. Först vid vapenstilleståndet den 2 september drog sig dock finländarna tillbaka till Salpalinjen.